# Inyeug
Inyeug, früher und auch heute noch in Reiseprospekten Mystery Island, ist eine knapp 16 Hektar große Insel der Neuen Hebriden im Südpazifik, welche politisch zum Inselstaat Vanuatu gehört. Sie ist als kleine Nebeninsel der Insel Aneityum in 680 Meter Abstand südwestlich des Coconut Ridge Point vorgelagert und besteht im Grunde hauptsächlich aus dem Flugplatz Anatom Airport (IATA: AUY, ICAO: NVVA). Dieser wurde im Zweiten Weltkrieg von US-Truppen angelegt.
Inyeug wird im Westen und Süden von einem Korallenriff eingefasst. Die kleine Insel ist, abgesehen von dem völkerrechtlich umstrittenen Gebiet der Matthew- und Hunterinseln, die südlichste der Inseln von Vanuatu (Provinz Tafea).